# Kanton Amplepuis
Kanton Amplepuis (francouzsky Canton d'Amplepuis) je francouzský kanton v departementu Rhône v regionu Rhône-Alpes. Tvoří ho 6 obcí.

## Obce kantonu
- Amplepuis
- Cublize
- Meaux-la-Montagne
- Ronno
- Saint-Just-d'Avray
- Saint-Vincent-de-Reins